# NBA All-Star Game 1954
Le NBA All-Star Game 1954 s’est déroulé le 21 janvier 1954 au Madison Square Garden de New York. Les All-Star de l’Est ont battu les All-Star de l’Ouest 98 à 93. Bob Cousy (Celtics de Boston) a été élu MVP.

## Effectif All-Star de l’Est
- Bill Sharman (Celtics de Boston)
- Ed Macauley (Celtics de Boston)
- Bob Cousy (Celtics de Boston)
- Carl Braun (Knicks de New York)
- Harry Gallatin (Knicks de New York)
- Dick McGuire (Knicks de New York)
- Paul Seymour (Syracuse Nationals)
- Dolph Schayes (Syracuse Nationals)
- Ray Felix (Bullets de Baltimore)
- Neil Johnston (Warriors de Philadelphie)

## Effectif All-Star de l’Ouest
- Mel Hutchins (Milwaukee Hawks)
- Jim Pollard (Minneapolis Lakers)
- George Mikan (Minneapolis Lakers)
- Slater Martin (Minneapolis Lakers)
- Bob Davies (Rochester Royals)
- Bobby Wanzer (Rochester Royals)
- Arnie Risen (Rochester Royals)
- Larry Foust (Fort Wayne Pistons)
- Andy Phillip (Fort Wayne Pistons)
- Don Sunderlage (Milwaukee Hawks)